# طيران أرو الرحلة 1285
طيران أرو الرحلة 1285 هي رحلة طيران من القاهرة إلى هوبكينزفيل عبر كولونيا وغاندر في 12 ديسمبر 1985، وهي من طراز دوغلاس دي سي 8-63CF تحمل على متنها 248 جندي أمريكي و8 من أفراد الطاقم الأمريكي وتحطمت عندما أصطدمت بشجرة بلوط أحمر ارتفاعها 28 مترآ ومات جميع الركاب والطاقم البالغ عددهم 256 شخصا وكان الجنود عائدين إلى الولايات المتحدة للاحتفال بعيد الميلاد مع عائلتهم وكان أسوء حادثة طيران للجيش الأمريكي خلال حرب زمن السد.